# Reuven Zygielbaum

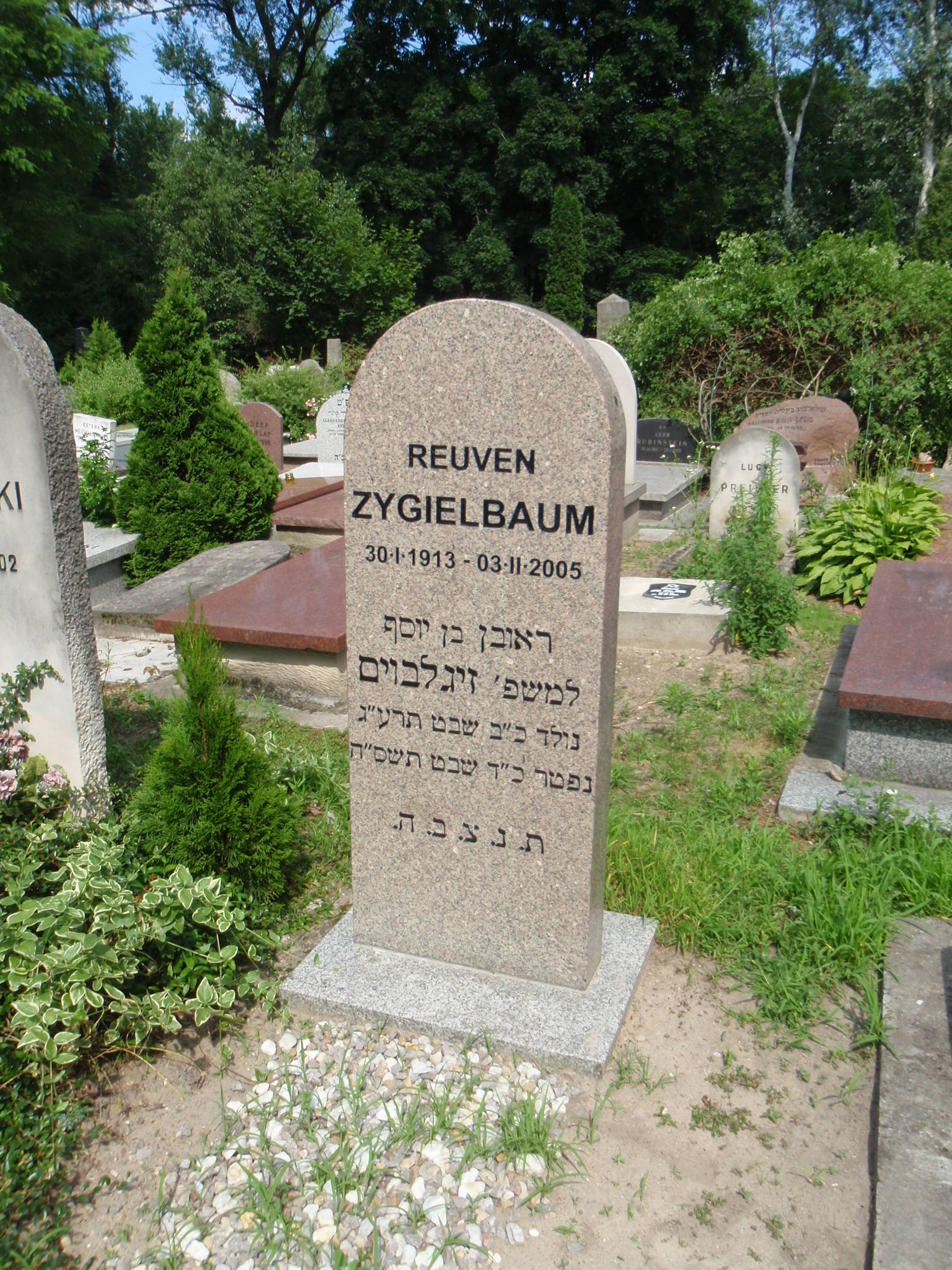
Grób Reuvena Zygielbauma na cmentarzu żydowskim w Warszawie

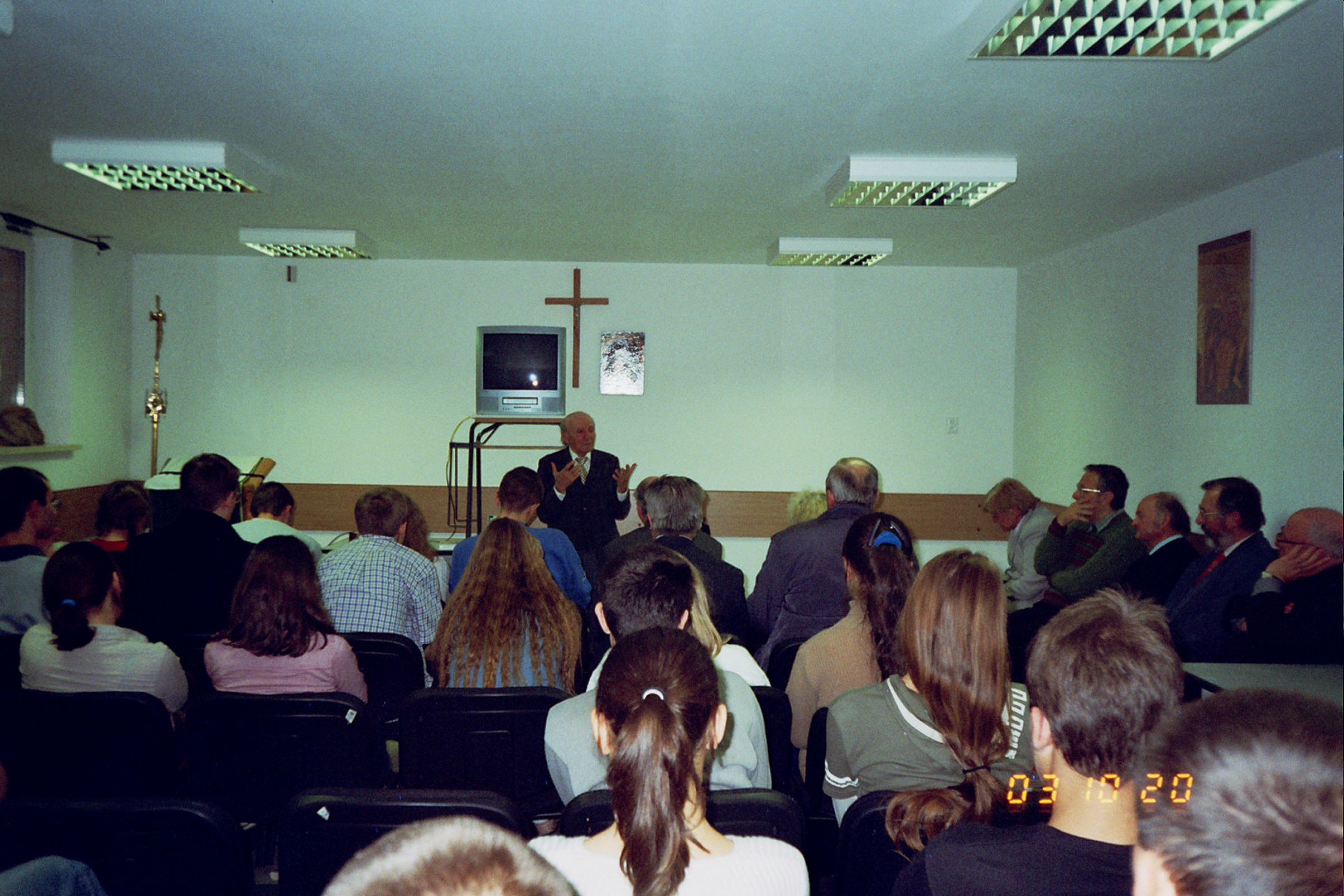
Reuven Zygielbaum 2003 - spotkanie z młodzieżą w Warszawie

Reuven Szulim Zygielbaum (ur. 30 stycznia 1913 w Krasnymstawie, zm. 3 lutego 2005 w Warszawie) – polski aktor, pisarz i działacz kulturalny żydowskiego pochodzenia, brat Szmula Zygielbojma (1895–1943).

## Życiorys
Urodził się w Krasnymstawie w biednej rodzinie żydowskiej. Był najmłodszym z dziesięciorga rodzeństwa. Różnica wieku między nim a najstarszym bratem Szmulem wynosiła 21 lat. Od wczesnych lat interesował się teatrem. Należał do żydowskiego Teatru Młodych w Warszawie, pierwszego w Polsce teatru eksperymentalnego, wzorowanego na dokonaniach Solomona Michoelsa. Kiedy teatr zamknięto w 1936, wraz z grupą aktorów założył centrum recytacji poezji żydowskiej. Reżyserował też przedstawienia w szkołach żydowskich.
Po wybuchu II wojny światowej, 5 września 1939 udał się wraz z bratem Szmulem, jego żoną i pewnym małżeństwem na wschód, w stronę Chełma. Po zajęciu miasta przez wojska niemieckie udał się wraz z bratem dalej na wschód. W mieście została natomiast jego matka Józefa. Trafił do Białegostoku, gdzie pracował jako aktor w Państwowym Teatrze Żydowskim. Po ataku III Rzeszy na Związek Radziecki uciekł i dotarł do Turkmeńskiej SRR. Nawiązał kontakt z polską delegaturą przy armii Andersa. Gdy NKWD dowiedziało się o jego powiązaniach z członkiem polskich władz emigracyjnych, postanowiono go zwerbować. Odmówił, za co został zesłany na Syberię. Uciekł z łagru, ukrywał się używając dokumentów zmarłego Eliasza Młynka. Do Polski powrócił z armią Berlinga.
Osiadł w Lublinie, gdzie został oddelegowany do Komitetu Żydowskiego, w imieniu którego urządził szpital dla ocalałych z Holokaustu. W 1945 postanowił wyemigrować z Polski i dotrzeć do zachodniej strefy okupacyjnej. Przez Pragę, Bukareszt i Budapeszt dotarł do Grazu w Austrii, gdzie przebiegała granica. Po jej przekroczeniu dostał się do żydowskiej brygady w armii brytyjskiej, a potem do obozu uchodźców. Po opuszczeniu obozu 6 lat spędził w Palestynie i następnie Izraelu, a w 1953 wyjechał do Południowej Afryki. W 1994 odszukała go polska ambasada. W 2004 wrócił na stałe do Polski. Zmarł w Warszawie. Jest pochowany na cmentarzu żydowskim przy ulicy Okopowej (kwatera 2).